# Pro Georgia
Pro Georgia. Journal of Kartvelological and Caucasian Studies – rocznik ukazujący się od 1991 roku w Warszawie. Wydawcą jest Studium Europy Wschodniej Uniwersytetu Warszawskiego. Pismo poświęcone jest zagadnieniom historii, kultury, historii sztuki Gruzji i innych krajów regionu Kaukazu. Redakcję tworzą lub tworzyli: David Kolbaia (redaktor naczelny), Jan Malicki, Wojciech Materski, ks. Henryk Paprocki, Andrzej Woźniak.
W 2010 roku Międzynarodowa Rada Naukowa tego czasopisma ustanowiła Nagrodę im. św. Grzegorza Peradze.